# Александер, Джейсон
Дже́йсон Алекса́ндер (англ. Jason Alexander, наст. имя Джейсон Скотт Гринспен; род. 23 сентября 1959, Ньюарк, Нью-Джерси) — американский актёр, комик и певец, наиболее известный по роли Джорджа Костанзы в культовом комедийном сериале «Сайнфелд», за исполнение которой он был четырежды номинирован на премию «Золотой глобус».

## Биография
Джейсон Александер родился 23 сентября 1959 года в Ньюарке, штат Нью-Джерси, в еврейской семье медсестры Рут Минни (урожд. Симон) и менеджера Александра Гринспена.
Вырос в Ливингстоне (штат Нью-Джерси), где в 1977 году окончил местную среднюю школу, после чего учился в Бостонском университете.
Свою актёрскую карьеру Александер начал в Нью-Йорке, постоянно совершенствуясь в пении и танцах. Выступал на Бродвее. Александер известен по таким фильмам, как «Берег москитов» (1986), «Красотка» (1990), «Белый дворец» (1990), «Яйцеголовые» (1993) и др. В комедии 1994 года «Норт» он исполнил одну из главных ролей вместе с Элайджа Вудом. За роль Бориса Гадюкина в Приключениях Рокки и Буллвинкля Александер был номинирован на премию Saturn Award. Одной из последних его работ в кино стала роль Карла в драме Лассе Халльстрёма «Хатико: Самый верный друг» (2009).
Также он снимался и в телесериалах, таких как «Сайнфелд», «Детектив Монк», «Сумеречная зона». За роль в «Сайнфелде» он неоднократно был номинирован на премию «Эмми». В 1999 году Александер снялся в серии «Исследовательский центр» сериала «Звёздный путь: Вояджер». В Соединённых Штатах он также известен по появлению в рекламных роликах McDonald's и KFC.
Александер женат с 1981 года, жена — актриса и писательница Дэйна Титл. Имеет двух сыновей — Габриэля и Ноя. Играет в покер и принимает участие в различных покерных турнирах.

## Избранная фильмография
| Год       |     | Русское название                              | Оригинальное название                        | Роль                |
| --------- | --- | --------------------------------------------- | -------------------------------------------- | ------------------- |
| 1981      | ф   | Сожжение                                      | The Burning                                  | Дейв                |
| 1986      | ф   | Берег москитов                                | The Mosquito Coast                           | Клерк               |
| 1989—1998 | с   | Сайнфелд                                      | Seinfeld                                     | Джордж Костанца     |
| 1990      | ф   | Красотка                                      | Pretty Woman                                 | Филип Стаки         |
| 1990      | ф   | Белый дворец                                  | White Palace                                 | Нил                 |
| 1990      | ф   | Лестница Иакова                               | Jacob's Ladder                               | Гири                |
| 1993      | ф   | Яйцеголовые                                   | Coneheads                                    | Ларри Фарбер        |
| 1994      | ф   | Газета                                        | The Paper                                    | Мэрион Сандаски     |
| 1994      | ф   | Норт                                          | North                                        | Отец Норта          |
| 1994      | мф  | Возвращение Джафара                           | The Return of Jafar                          | Абис Мал            |
| 1996      | мф  | Горбун из Нотр-Дама                           | The Hunchback of Notre Dame                  | Гюго                |
| 1996      | ф   | Появляется Данстон                            | Dunston Checks In                            | Роберт Грант        |
| 1997      | ф   | Любовь! Доблесть! Сострадание!                | Love! Valour! Compassion!                    | Базз Хаузер         |
| 1999      | с   | Звёздный путь: Вояджер                        | Star Trek Voyager                            | Куррос              |
| 2000      | ф   | Приключения Рокки и Буллвинкля                | The Adventures of Rockie and Bulvinkle       | Борис Гадюкин       |
| 2001      | мф  | Лебединая труба                               | The Trumpet of the Swan                      | Отец                |
| 2001      | ф   | Любовь зла                                    | Shallow Hal                                  | Маурисио Уилсон     |
| 2001      | с   | Друзья                                        | Friends                                      | Эрл                 |
| 2002      | мф  | Горбун из Нотр-Дама II                        | The Hunchback of Notre Dame II               | Гюго                |
| 2003      | мф  | 101 далматинец 2: Приключения Патча в Лондоне | 101 Dalmatians II: Patch's Londone Adventure | Зигзаг              |
| 2003      | с   | Малкольм в центре внимания                    | Malcolm in the Middle                        | Ленард              |
| 2005      | с   | Детектив Монк                                 | Monk                                         | Марти Илс           |
| 2005      | док | Аристократы                                   | The Aristocrats                              | камео               |
| 2006—2007 | с   | Все ненавидят Криса                           | Everybody Hates Chris                        | директор школы      |
| 2007      | ф   | Фарс пингвинов                                | Farce of the Penguins                        | пингвин на брюхе    |
| 2009      | ф   | Хатико: Самый верный друг                     | Hachiko: A Dog's Story                       | Карл                |
| 2010      | мс  | Шоу Кливленда                                 | The Cleveland Show                           | Сол Фридман         |
| 2015      | ф   | Шальная карта                                 | Wild Card                                    | Пинки               |
| 2023      | мф  | Лео                                           | Leo                                          | Отец Джейды (голос) |
| 2024      | с   | Электрический штат                            | The Electric State                           |                     |